# Абелсонит
Абелсонит, абельсонит,  никелевый порфирин — минерал, органический порфирин, впервые найденный в 1975 г. в образцах сланца из шахты Грин Ривер на востоке Юты, США.

Структура абелсонита

Назван в честь Филиппа Хауге Абельсона, американского физика.

## Использование
Не имеет.
Абелсонит — самый первый по алфавиту минерал.